# Шаповаловка (Черниговская область)
Шапова́ловка (укр. Шаповалівка) – село, расположенное на территории Борзнянского района Черниговской области (Украина). Расположено в 9 км к востоку от райцентра Борзны. Население — 1 376 чел. (на 2015 г.).
Адрес совета: 16460, Черниговская обл., Борзнянский р-он, село Шаповаловка, тел. 2-73-31. Ближайшая ж/д станция — Дочь, 5 км.

## Уроженцы
Аэрова, Фрида Исааковна (1916-1990) — советский музыковед, педагог

Горбань, Григорий Яковлевич (1 апреля 1932 - †18 июня 2000) - сталевар Ждановского металлургического завода «Азовсталь» им. Серго Орджоникидзе, дважды Герой Социалистического Труда (1971, 1978), лауреат Государственной премии УССР (1975), член ЦК КПСС Компартии Украины (1971-1986), делегат 23-26 съездов КПСС Компартии Украины, Почетный гражданин г. Мариуполя.